# Julien Royal
Pour les articles homonymes, voir Hollande et Royal.
Julien Hollande dit Julien Royal, né le 22 décembre 1987, est un scénariste et réalisateur français de cinéma.

## Biographie
Né le 22 décembre 1987, il est le fils de François Hollande (1954-), président de la République française de 2012 à 2017, et de la femme politique Ségolène Royal (1953-). Il a un frère (l'avocat Thomas Hollande) et deux sœurs. 
Diplômé de l'école supérieure de réalisation audiovisuelle de Paris, Julien Royal commence sa carrière avec la réalisation du court métrage Nuit (2008). Il signe ensuite la websérie En passant pécho (2012-2015) dont il est le créateur, scénariste et réalisateur avec Pablo Bourriot,. Cette dernière sera adaptée en long métrage qui sera diffusé sur Netflix en 2021. Il réalise son deuxième film en 2023 avec la comédie d'action Nouveaux Riches, également diffusée sur Netflix,.

## Filmographie

### Réalisateur
- 2008 : Nuit — court métrage
- 2012-2015 : En passant pécho — websérie (avec Pablo Bourriot)
- 2021 : En passant pécho
- 2023 : Nouveaux Riches
- 2025 : Bagarre[7]

### Scénariste
- 2008 : Nuit — court métrage
- 2012-2015 : En passant pécho — websérie (avec Pablo Bourriot)
- 2021 : En passant pécho (avec Nassim Lyes)
- 2023 : Nouveaux Riches (avec Nassim Lyes)